# 戦場のコックたち
『戦場のコックたち』（せんじょうのコックたち）は、日本の小説家深緑野分による推理小説である。
2015年8月28日に東京創元社より刊行された。装幀は、藤田知子による。装画は、北海道札幌市在住の画家・民野宏之による。第154回直木三十五賞の候補作となる。『ミステリが読みたい! 2016年版』（国内編）2位、『このミステリーがすごい!』（2016年、国内編）2位、「週刊文春ミステリーベスト10」（2015年、国内部門）3位、第13回本屋大賞（2016年）7位にそれぞれランクインしている。
日本の現代小説には珍しく、第二次世界大戦中のヨーロッパを舞台としており日本人は全く登場しない。著者の深緑は、「『バンド・オブ・ブラザース』が大好きなので、合衆国軍なら書けると思った」「基本的には反戦小説だと自分では思っている。差別などの問題をどうやって解決していくかという物語にしたつもりだ」と語っている。

## あらすじ
ルイジアナ州出身のティムは、17歳で志願し、入隊から合計2年に及ぶ訓練を経て、1944年の夏に、合衆国陸軍のコック兵となり、戦場へ降り立つ。フランスのサント＝マリー＝デュ＝モンの近郊に到着した後、ティムは機関銃兵のライナスが不要になったパラシュートを大量に集めていることを知る。さらに、ライナスが多量の酒瓶を手に入れたらしいことを知る。後方基地に到着した後、極めて不味い粉末卵が一晩のうちに保管所から600箱も消えてなくなるという事件が発生する。

## 主な登場人物
ティモシー（ティム）・コール
管理部付きコック。
エドワード（エド）・グリーンバーグ
管理部付きコック。
ライナス
機関銃兵、射手。金髪碧眼の男。
ワインバーガー
通信兵。
ダンヒル
負傷兵。

## 書評
書評家の大森望は「戦争の現実が謎解きの論理を侵食しはじめる後半の展開が圧巻」、翻訳家の尾之上浩司は「大戦中のコックが活躍するという設定だけでなく展開も愉快」、ミステリー漫画研究家の廣澤吉泰は、「戦場での日常の謎という離れ業に挑んだ意欲作」、読売新聞文化部の佐藤憲一は、「新鋭離れした世界観が圧巻」とそれぞれ評している。

## オーディオブック
2016年9月24日にオーディオブック配信サービス「FeBe」（現・audiobook.jp）から配信開始。
キャスト
- ティモシー/朗読 - 坂巻学
- エドワード - 河西健吾
- ディエゴ - 山口翔平
- ダンヒル - 池添朋文
- スパーク - 牛木理人
- ライナス - 水谷直樹
- 飯場章雅
- うさみ航
- 田崎公幸
- 仲田ありさ
- 諸田和典
- 吉富ちか